# 喜味家たまご
喜味家 たまご（きみや -、1956年 - ）は、日本舞踊家。女道楽の芸人。本名、篠原 恒代（しのはら つねよ）。特定非営利活動法人上方演芸研進社mydoの理事。
日本舞踊では藤間史貴を名乗る。

## 来歴
関西（上方）漫才を代表する夢路いとし・喜味こいしの喜味こいしの次女。
日本舞踊や新内、女道楽の芸で舞台に立つ。また父こいしの戦争体験を語り継ぐ講演も行っている。
ビクトリア・トルストヴァとのお笑いコンビ「たまご&ビクトリア」でM-1グランプリ2017に出場した。